# MakerBot Industries
MakerBot Industries è una società statunitense di prototipazione rapida, dal 2013 parte di Stratasys.

## Storia
Fondata nel gennaio 2009 da Bre Pettis, Adam Mayer e Zach “Hoeken” Smith che produce una stampante 3D open source a prototipazione rapida chiamata Cupcake CNC. La Cupcake incorpora le idee del progetto RepRap con l'obiettivo di portare la stampa 3D nelle case a un prezzo abbordabile, in parte anche in virtù della capacità di produrre alcuni dei suoi componenti.

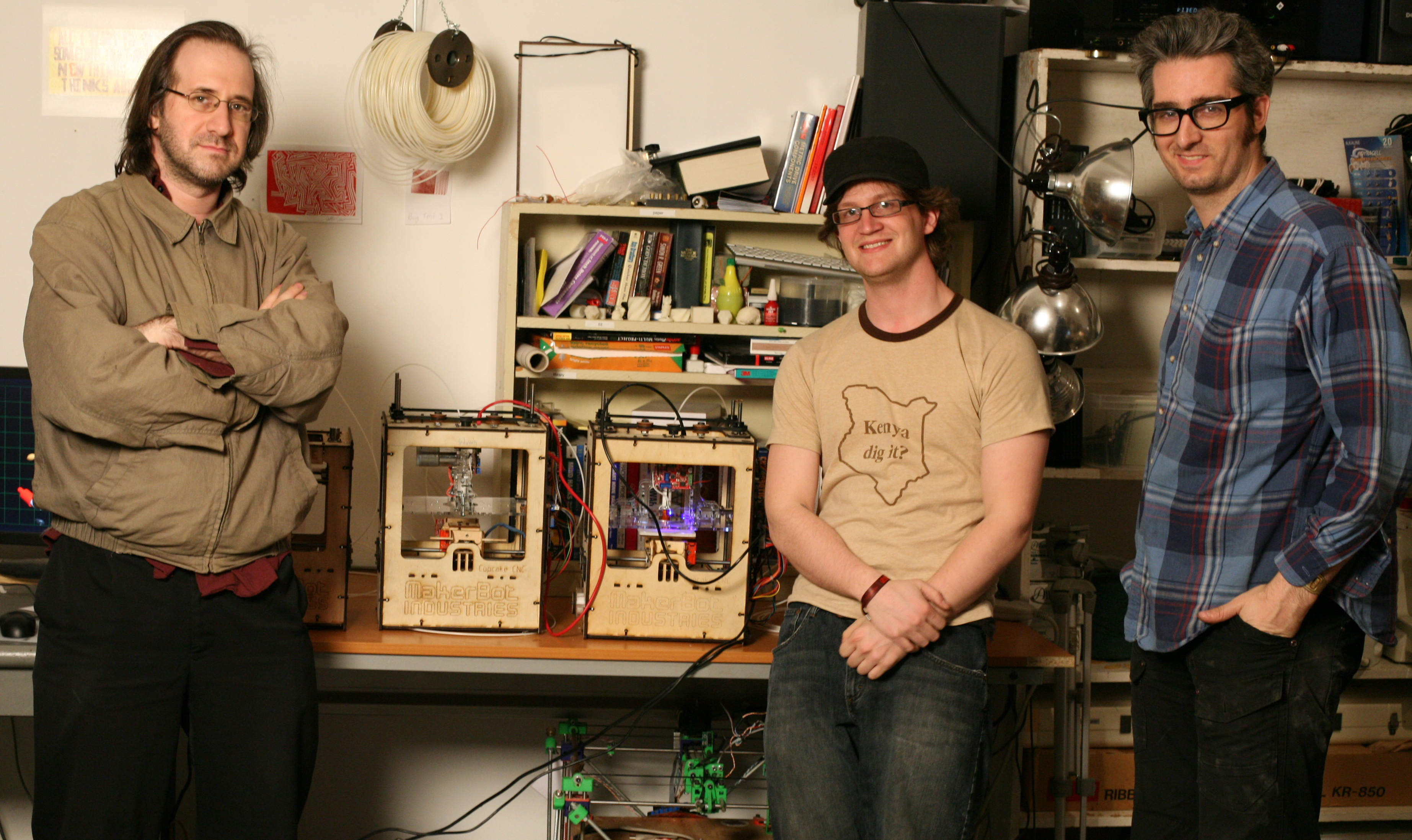
I fondatori di Makerbot

La stampa avviene attraverso l'utilizzo di vari materiali: l'acrilonitrile butadiene stirene (ABS), il polietilene ad alta densità, l'alcol polivinilico (PVA) e le plastiche di acido polilattico (PLA).
Nel 2013 è stato presentato il Digitizer, uno scanner 3D. Funziona con un laser che scansiona il modello, preferibilmente inanimato, da acquisire, posizionato su una base girevole. Sembra capace di risolvere dettagli di mezzo millimetro, anche se perde risoluzione con oggetti luminosi, particolarmente riflettenti o di un nero intenso.
Nel giugno 2013 la società è stata acquisita da Stratasys, leader mondiale nella commercializzazione di stampanti 3D.
Makerbot detiene il sito Thingiverse, la più grande raccolta al mondo di file 3D.